# Густав Штреземан
Густав Штреземан (нім. Gustav Stresemann; 10 травня 1878, Берлін — 3 жовтня 1929, там само) — німецький політик (Німецька народна партія), райхсканцлер і міністр закордонних справ Веймарської республіки.
Лауреат Нобелівської премії миру 1926 (разом з Арістідом Бріаном) за укладення Локарнського мирного договору, який гарантував післявоєнні кордони в Західній Європі.

## Біографія
Густав Штреземан народився в сім'ї берлінського торговця пивом і власника пивної Ернста Августа Штреземана і його дружини Матильди. Густав був єдиною з п'яти дітей у сім'ї, хто вчився в гімназії, де він виявляв особливий інтерес до історії та біографій відомих історичних особистостей: Наполеона і Гете. Закінчивши школу в 1897 році, Штреземан з 1898 по 1901 роки вивчав у Лейпцигу спочатку літературу та історію, а потім економіку.
У 1901 році Штреземан закінчив навчання, захистивши дисертацію на тему «Розвиток торгівлі пивом у Берліні» . Батько Густава Штреземана володів у Берліні невеликою пивною на Кепенікской вулиці. У 1901–1904 рр. Штреземан працював представником Союзу німецьких виробників шоколаду.
У 1903 році Штреземан одружився з дочкою берлінського промисловця Кете Клеєфельд, у них народилося двоє синів — Вольфганг, що став згодом композитором і диригентом, і Йоахім. Кете Штреземан була помітною фігурою в суспільному житті Берліна «золотих двадцятих років».
Пройшовши етап політичних симпатій до Націонал-соціального союзу Фрідріха Наумана, Штреземан розпочав у 1903 році політичну кар'єру, вступивши до Націонал-ліберальної партії Німеччини. У партії йому була відведена роль кронпринца при його вчителеві в політиці Ернстові Бассерманові (нім. Ernst Bassermann). У 1906 році Штреземана обрали до міської ради Дрездена, а в 1907 році він став наймолодшим депутатом рейхстагу . У 1910 році Густав Штреземан увійшов до складу правління Союзу промисловців Німеччини.
Штреземан, що виступав за соціальну політику, часто опинявся в конфлікті з правим крилом своєї Націонал-ліберальної партії, де переважали представники важкої промисловості Саксонії. Це крило перешкодило повторному обранню Штреземана в правління партії. Втративши в 1912 році мандат депутата рейхстагу, Штреземан у складі групи економічних експертів вирушив в ознайомчу поїздку в США і Канаду. Штреземан був членом спілки колоніальних товариств Німеччини та багатьох інших громадських організацій та об'єднань, в тому числі Німецько-американського торгового суспільства.
На перевиборах у Східній Фризії Густав Штреземан знову став депутатом рейхстагу, в 1919 році очолив фракцію націонал-лібералів в рейхстазі і став заступником голови своєї партії. На цій посаді він намагався добитися злиття Націонал-ліберальної партії з Прогресивною народною партією. Зазнавши невдачі, Штреземан зайнявся розбудовою власної партії — Німецької народної партії, головою якої він був до своєї смерті.
На виборах 1920 року партія Штреземана домоглася успіху і брала участь у формуванні уряду Ференбаха. Штреземан очолив фракцію партії в рейхстазі і керував комітетом рейхстагу у закордонних справах. З серпня по листопад 1923 року під час Рурського конфлікту Густав Штреземан займав пост райхсканцлера і міністра закордонних справ у коаліційному уряді ННП, СДПН, НДП і партії Центру, а потім аж до своєї смерті обіймав посаду міністра закордонних справ Німеччини.
Присвячений в 1923 році в ложі «Friedrich der Grosse» (Берлін), почесний член Великої Материнської ложі Große National-Mutterloge «Zu den drei Weltkugeln». Ініціатор створення (поряд з Арістідом Бріаном і Едуардом Ерріо) пан-Європи. На його честь у 2002 році названа ложа «Густав Штреземан» (Берлін), що входить в систему Великої ложі Німеччини VGLvD.
У 1926 році за свій внесок у зміцнення миру при укладанні Локарнського договору Густав Штреземан був нагороджений Нобелівською премією миру, у 1928 році став почесним доктором Гейдельберзького університету. Здоров'я Штреземана було серйозно підірвано перевантаженнями, 3 жовтня 1929 року він помер внаслідок інсульту і був похований на Луїзенштадтскому кладовищі в берлінському районі Кройцберг.